# Montepuez
Montepuez is een stad in de Mozambikaanse provincie Cabo Delgado. Het is na de hoofdstad Pemba de grootste plaats van de provincie. Montepuez is de hoofdplaats van het district Montepuez.
De omgeving van Montepuez is een van de belangrijkste gebieden ter wereld waar robijnen gewonnen worden.
Nabij de stad bevindt zich een klein vliegveld. De Universidade Rovuma heeft een campus in Montepuez.